# Coppa COSAFA 2013
La Coppa COSAFA 2013 (2013 COSAFA Senior Challenge Cup) fu la quattordicesima edizione della Coppa COSAFA, competizione calcistica per nazione organizzata dal Consiglio per le Associazioni Calcistiche dell'Africa del Sud (COSAFA). La competizione si svolse in Zambia dal 6 luglio al 20 luglio 2013 e vide la partecipazione di tredici squadre: Angola, Botswana, Kenya, Lesotho, Malawi, Mauritius, Mozambico, Namibia, Seychelles, Sudafrica, Swaziland, Zambia e Zimbabwe.

## Formula
- Qualificazioni

Nessuna fase di qualificazione. Le squadre sono qualificate direttamente alla fase finale.
- Fase finale

Fase a gruppi - Zambia (45°), Sudafrica (62°), Angola (94°), Zimbabwe (101°), Mozambico (106°) e Malawi (109°), in base alla classifica mondiale della FIFA di aprile 2013, sono qualificati direttamente alla fase a eliminazione diretta. Rimangono 7 squadre, divise in due gruppi (uno da quattro e uno da tre squadre), giocano partite di sola andata. Le prime classificate si qualificano per la fase a eliminazione diretta.
Fase a eliminazione diretta - 8 squadre, giocano partite di sola andata. Le perdenti dei quarti di finale accedono alle semifinali per il 5º posto. La vincente si laurea campione COSAFA.

## Squadre partecipanti
| Pr. | Squadra    | Data di qualificazione certa | Partecipante in quanto       | Partecipazioni precedenti al torneo                                         | Ultima presenza |
| --- | ---------- | ---------------------------- | ---------------------------- | --------------------------------------------------------------------------- | --------------- |
| 1   | Angola     | -                            | Qualificata di diritto       | 10 (1998, 1999, 2000, 2001, 2002, 2004, 2005, 2006, 2008, 2009)             | Zimbabwe 2009   |
| 2   | Botswana   | -                            | Qualificata di diritto       | 6 (2003, 2004, 2006, 2007, 2008, 2009)                                      | Zimbabwe 2009   |
| 3   | Lesotho    | -                            | Qualificata di diritto       | 5 (1999, 2000, 2001, 2008, 2009)                                            | Zimbabwe 2009   |
| 4   | Malawi     | -                            | Qualificata di diritto       | 8 (1997, 2000, 2001, 2002, 2003, 2004, 2008, 2009)                          | Zimbabwe 2009   |
| 5   | Mauritius  | -                            | Qualificata di diritto       | 4 (2001, 2004, 2008, 2009)                                                  | Zimbabwe 2009   |
| 6   | Mozambico  | -                            | Qualificata di diritto       | 9 (1997, 1998, 1999, 2002, 2003, 2004, 2007, 2008, 2009)                    | Zimbabwe 2009   |
| 7   | Namibia    | -                            | Qualificata di diritto       | 6 (1997, 1998, 1999, 2000, 2008, 2009)                                      | Zimbabwe 2009   |
| 8   | Seychelles | -                            | Qualificata di diritto       | 2 (2008, 2009)                                                              | Zimbabwe 2009   |
| 9   | Sudafrica  | -                            | Qualificata di diritto       | 10 (1999, 2000, 2001, 2002, 2003, 2004, 2005, 2007, 2008, 2009)             | Zimbabwe 2009   |
| 10  | Swaziland  | -                            | Qualificata di diritto       | 8 (1999, 2000, 2001, 2002, 2003, 2004, 2008, 2009)                          | Zimbabwe 2009   |
| 11  | Zambia     | -                            | Qualificata di diritto       | 12 (1997, 1998, 1999, 2000, 2001, 2002, 2003, 2005, 2006, 2007, 2008, 2009) | Zimbabwe 2009   |
| 12  | Zimbabwe   | -                            | Qualificata di diritto       | 11 (1998, 1999, 2000, 2001, 2002, 2003, 2004, 2005, 2006, 2008, 2009)       | Zimbabwe 2009   |
| 13  | Kenya      | -                            | Invitata alla manifestazione | -                                                                           | Esordiente      |

Nella sezione "partecipazioni precedenti al torneo", le date in grassetto indicano che la nazione ha vinto quella edizione del torneo, mentre le date in corsivo indicano la nazione ospitante.

## Fase finale

### Fase a gruppi

#### Gruppo A

##### Classifica
| Pos | Squadra    | P.ti | G | V | N | P | GF | GS | DR |
| --- | ---------- | ---- | - | - | - | - | -- | -- | -- |
| 1   | Namibia    | 6    | 2 | 1 | 1 | 0 | 6  | 3  | +3 |
| 2   | Mauritius  | 3    | 2 | 1 | 1 | 0 | 5  | 2  | +3 |
| 3   | Seychelles | 0    | 2 | 0 | 0 | 2 | 2  | 8  | -6 |

#### Gruppo B

##### Classifica
| Pos | Squadra   | P.ti | G | V | N | P | GF | GS | DR |
| --- | --------- | ---- | - | - | - | - | -- | -- | -- |
| 1   | Lesotho   | 5    | 3 | 1 | 2 | 0 | 7  | 5  | +2 |
| 2   | Botswana  | 5    | 3 | 1 | 2 | 0 | 5  | 4  | +1 |
| 3   | Kenya     | 4    | 3 | 1 | 1 | 1 | 5  | 4  | +1 |
| 4   | Swaziland | 1    | 3 | 0 | 1 | 2 | 0  | 4  | -4 |

### Fase a eliminazione diretta

#### Tabellone vincenti
|  | Quarti di finale | Quarti di finale | Quarti di finale |         |           | Semifinali | Semifinali | Semifinali |         |                 | Finale          | Finale          | Finale |  |
|  |                  |                  |                  |         |           |            |            |            |         |                 |                 |                 |        |  |
|  | Zimbabwe         | Zimbabwe         | 1 (3)            |         |           |            |            |            |         |                 |                 |                 |        |  |
|  | Zimbabwe         | Zimbabwe         | 1 (3)            |         |           |            |            |            |         |                 |                 |                 |        |  |
|  | Malawi           | Malawi           | 1 (1)            |         |           |            |            |            |         |                 |                 |                 |        |  |
|  | Malawi           | Malawi           | 1 (1)            |         | Zimbabwe  | Zimbabwe   | 2          |            |         |                 |                 |                 |        |  |
|  |                  |                  |                  |         | Zimbabwe  | Zimbabwe   | 2          |            |         |                 |                 |                 |        |  |
|  |                  |                  | Lesotho          | Lesotho | 1         |            |            |            |         |                 |                 |                 |        |  |
|  | Angola           | Angola           | Lesotho          | Lesotho | 1         | 1 (3)      |            |            |         |                 |                 |                 |        |  |
|  | Angola           | Angola           |                  |         |           |            |            |            |         |                 |                 |                 |        |  |
|  | Lesotho          | Lesotho          | 1 (5)            |         |           |            |            |            |         |                 |                 |                 |        |  |
|  | Lesotho          | Lesotho          | 1 (5)            |         | Zimbabwe  | Zimbabwe   | 0          |            |         |                 |                 |                 |        |  |
|  |                  |                  |                  |         |           |            |            |            |         |                 |                 |                 |        |  |
|  |                  |                  | Zambia           | Zambia  | 2         |            |            |            |         |                 |                 |                 |        |  |
|  | Sudafrica        | Sudafrica        | Zambia           | Zambia  | 2         | 2          |            |            |         |                 |                 |                 |        |  |
|  | Sudafrica        | Sudafrica        |                  |         |           | 2          |            |            |         |                 |                 |                 |        |  |
|  | Namibia          | Namibia          | 1                |         |           |            |            |            |         |                 |                 |                 |        |  |
|  | Namibia          | Namibia          | 1                |         | Sudafrica | Sudafrica  | 0 (3)      |            |         | Finale 3º posto | Finale 3º posto | Finale 3º posto |        |  |
|  |                  |                  |                  |         | Sudafrica | Sudafrica  | 0 (3)      |            |         |                 |                 |                 |        |  |
|  |                  |                  | Zambia           | Zambia  | 0 (5)     |            |            |            |         |                 |                 |                 |        |  |
|  | Zambia           | Zambia           | Zambia           | Zambia  | 0 (5)     | 3          |            |            | Lesotho | Lesotho         | 1               |                 |        |  |
|  | Zambia           | Zambia           |                  |         |           |            |            |            | Lesotho | Lesotho         | 1               |                 |        |  |
|  | Mozambico        | Mozambico        | 1                |         |           | Sudafrica  | Sudafrica  | 2          |         |                 |                 |                 |        |  |

#### Tabellone perdenti
|  | Semifinali | Semifinali | Semifinali |           |        | Finale | Finale | Finale |  |
|  |            |            |            |           |        |        |        |        |  |
|  | Malawi     | Malawi     | 2          |           |        |        |        |        |  |
|  | Malawi     | Malawi     | 2          |           |        |        |        |        |  |
|  | Angola     | Angola     | 3          |           |        |        |        |        |  |
|  | Angola     | Angola     | 3          |           | Angola | Angola | 0      |        |  |
|  |            |            |            |           | Angola | Angola | 0      |        |  |
|  |            |            | Mozambico  | Mozambico | 1      |        |        |        |  |
|  | Namibia    | Namibia    | Mozambico  | Mozambico | 1      | 0      |        |        |  |
|  | Namibia    | Namibia    |            |           |        |        |        |        |  |
|  | Mozambico  | Mozambico  | 1          |           |        |        |        |        |  |